# نهر توواندا

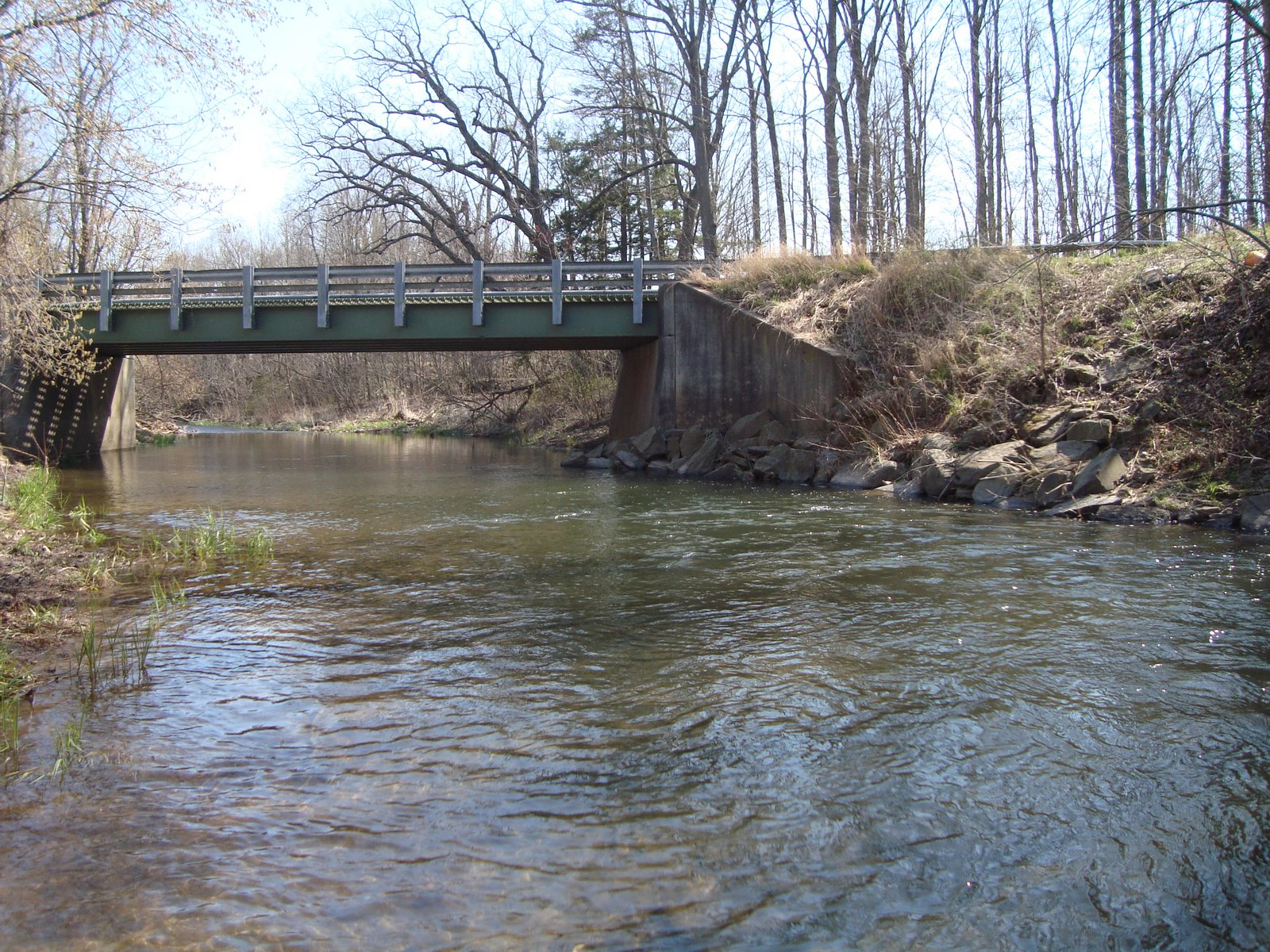
نهر توواندا

نهر توواندا (به انگلیسی: Towanda Creek) شاخه‌ای از رود ساسکوهنا در شهرستان برادفورد، پنسیلوانیا، در ایالات متحده است که تقریباً ۳۲٫۹ مایل (۵۲٫۹ کیلومتر) طول دارد و از میان شهرستان کانتون، کانتون، شهرستان لروی، شهرستان فرانکلین و شهرستان مونرو می‌گذرد. 